# Заповедный (Курская область)
Запове́дный — посёлок в Курском районе Курской области России. Входит в состав Новопоселеновского сельсовета.

## География
Посёлок находится в 75 км от российско-украинской границы, в 18 км к юго-западу от Курска, в 7 км от центра сельсовета — деревни 1-е Цветово.
Климат
Заповедный, как и весь район, расположен в поясе умеренно континентального климата с тёплым летом и относительно тёплой зимой (Dfb в классификации Кёппена).
Часовой пояс
Посёлок Заповедный, как и вся Курская область, находится в часовой зоне МСК (московское время). Смещение применяемого времени относительно UTC составляет +3:00.

## История
В 1966 году указом Президиума Верховного Совета РСФСР Посёлок госзаповедника имени профессора Алехина переименован в Заповедный.

## Население
| 2002 | 2010 |
| ---- | ---- |
| 107  | ↘98  |

## Инфраструктура
Личное подсобное хозяйство. В посёлке 19 домов.

## Транспорт
Заповедный находится в 0,5 км от автодороги федерального значения М2 «Крым» (часть европейского маршрута E 105), на автодорогe межмуниципального значения 38Н-180 («Крым» – Берёзка), в 9 км от ближайшего ж/д остановочного пункта 457 км (линия Льгов I — Курск).
В 107 км от аэропорта имени В. Г. Шухова (недалеко от Белгорода).